# Асфельд
Асфе́льд (фр. Asfeld) — коммуна во Франции, находится в регионе Шампань — Арденны. Департамент коммуны — Арденны. Административный центр кантона Асфельд. Округ коммуны — Ретель.
Код INSEE коммуны — 08024.

## География
Коммуна расположена приблизительно в 150 км к северо-востоку от Парижа, в 60 км севернее Шалон-ан-Шампани, в 55 км к юго-западу от Шарлевиль-Мезьера.

## История
17 сентября 1921 года Асфельд был награждён Военным крестом 1914—1918.

## Население
Население коммуны на 2008 год составляло 1008 человек.
| 1962 | 1968 | 1975 | 1982 | 1990 | 1999 | 2008 |
| ---- | ---- | ---- | ---- | ---- | ---- | ---- |
| 983  | 943  | 926  | 1015 | 1061 | 976  | 1008 |

## Экономика
В 2007 году среди 635 человек в трудоспособном возрасте (15—64 лет) 421 были экономически активными, 214 — неактивными (показатель активности — 66,3 %, в 1999 году было 65,6 %). Из 421 активных работали 369 человек (217 мужчин и 152 женщины), безработных было 52 (24 мужчины и 28 женщин). Среди 214 неактивных 75 человек были учениками или студентами, 58 — пенсионерами, 81 были неактивными по другим причинам.

## Достопримечательности
- Церковь Сен-Дидье (XVII век). Исторический памятник с 1913 года.[3]

## Фотогалерея

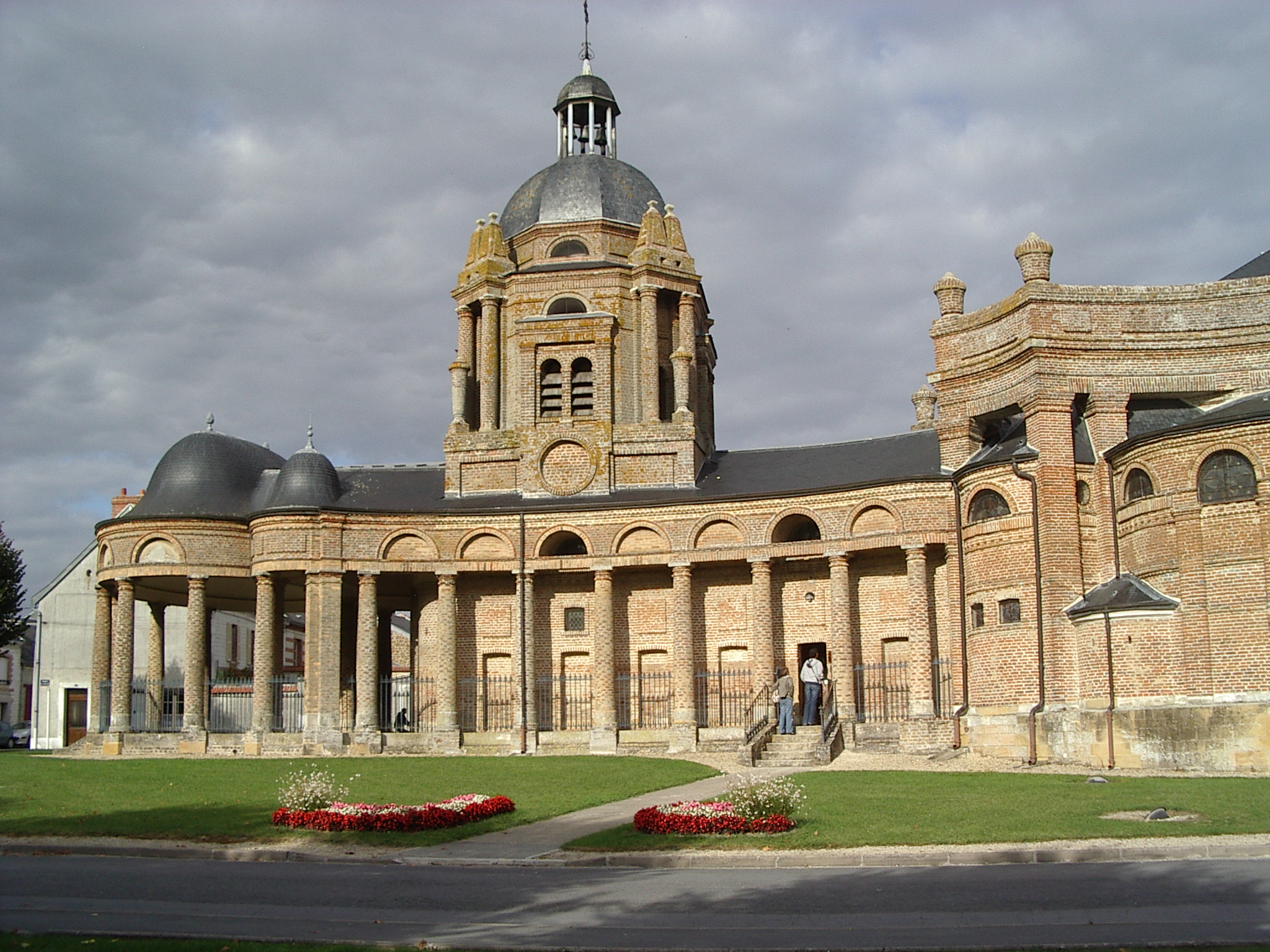
Церковь Сен-Дидье
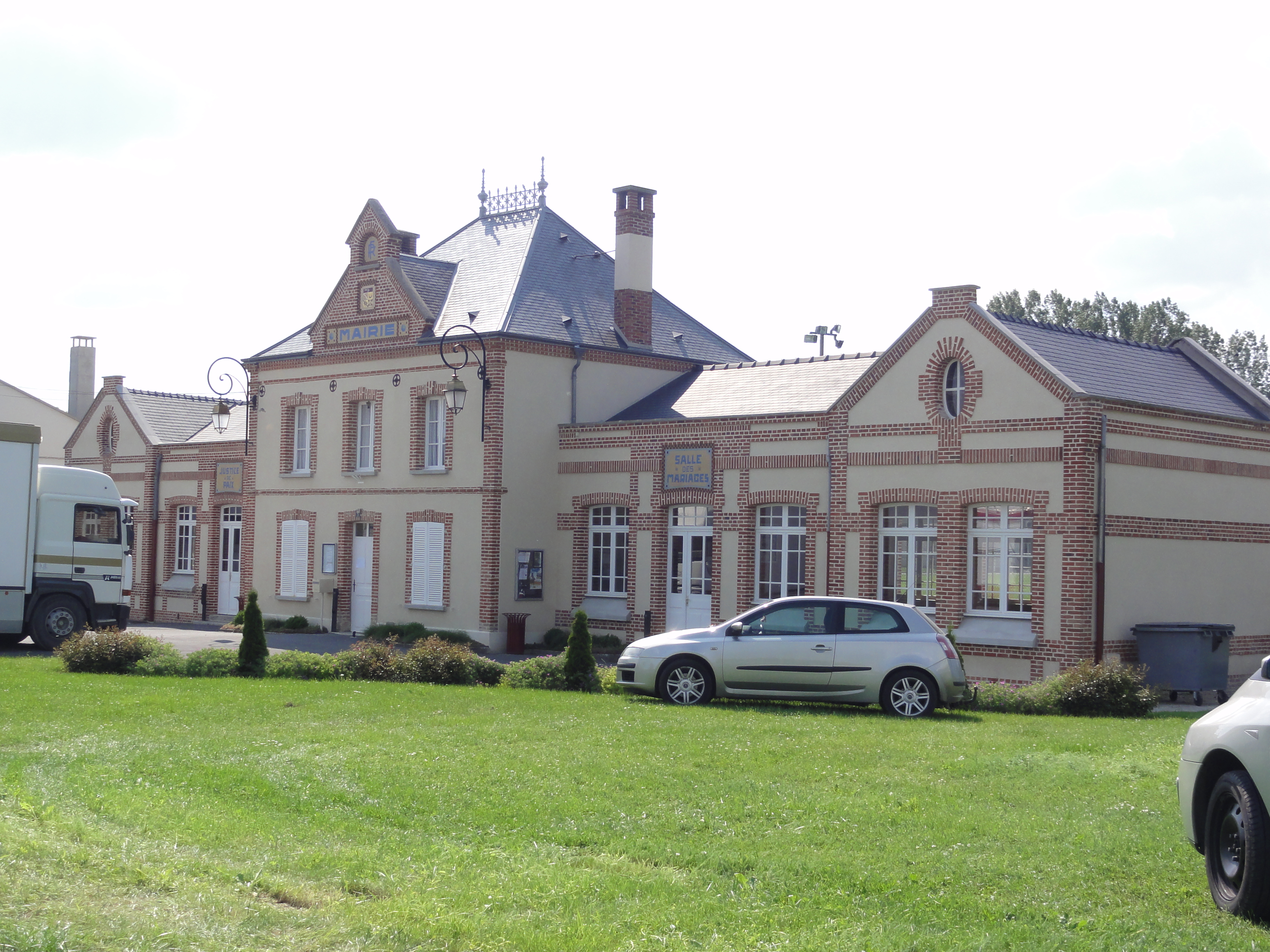
Мэрия
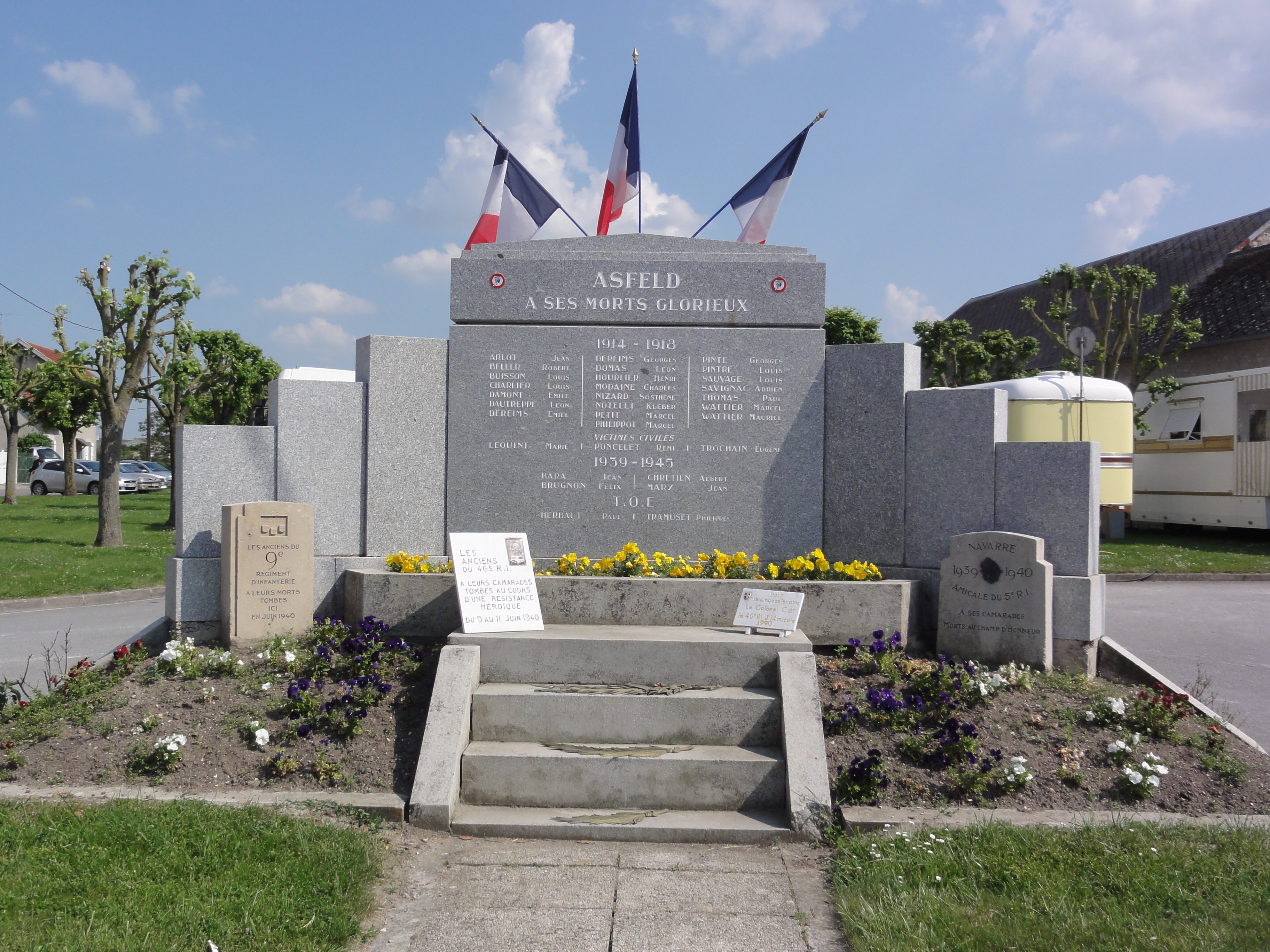
Памятник жителям, погибшим в Первой мировой войне
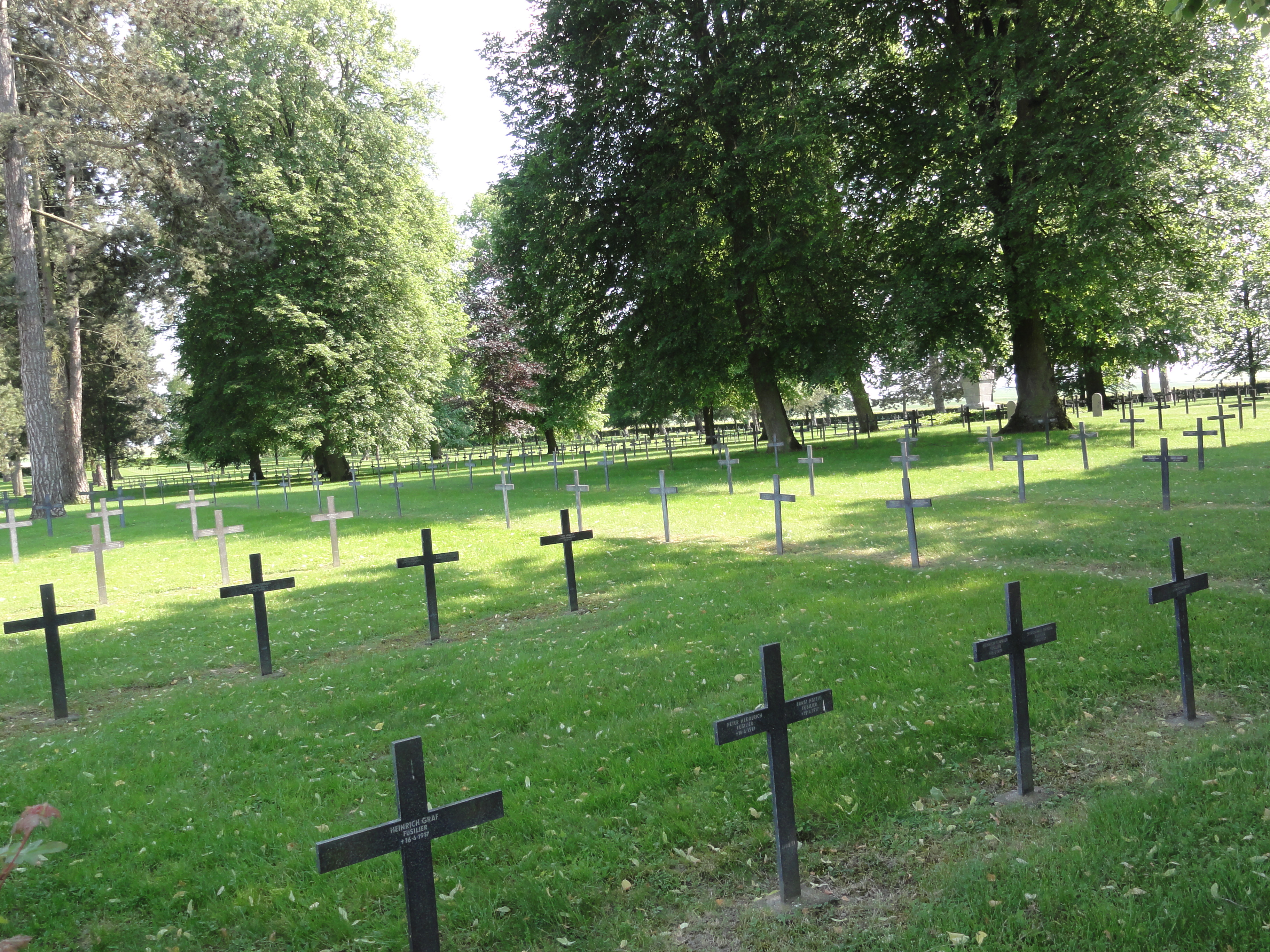
Немецкое кладбище